# 남양 남씨
남양 남씨(南陽南氏)는 경기도 화성시 남양읍을 본관으로 하는 한국의 성씨이다.

## 역사
어모장군(禦侮將軍) 남수(南守)의 아들 남귀생(南貴生)이 겸사복(兼司僕)으로 1637년(인조(仁祖) 15년) 별시(別試) 무과에 병과(丙科)로 급제하였다. 남귀생의 거주지는 전라도 장성(長城)이다.

## 인구
남양 남씨는 2015년 대한민국 통계청 인구조사에서 141명으로 조사되었다.

## 참고 자료
- “남양남씨(南陽南氏)”. 뿌리를 찾아서.[깨진 링크(과거 내용 찾기)]